# Afroeurydemus bimaculatus
Afroeurydemus bimaculatus é uma espécie de escaravelho da Costa do Marfim, Gabão, República do Congo e República Democrática do Congo, observada por Édouard Lefèvre em 1877 .